# ساندرا فان إمبريكس
ساندرا فان إمبريكس (بالهولندية: Sandra van Embricqs) مواليد 14 أبريل 1968 في باراماريبو، هي لاعبة كرة سلة هولندية سابقة. بدأت مسيرتها الاحترافية في سنة 1985. اعتزلت اللعب في 2002.

## المسيرة الاحترافية
لعبت مع باسكت مانريسا في الدوري الإسباني من سنة 1990 إلى 1992، ثم لعبت مع نادي بورجيز لكرة السلة للسيدات في موسم 1997–1998، ثم لعبت مع لوس أنجلوس سباركس في موسم 1998–1999.

## روابط خارجية
- ساندرا فان إمبريكس على موقع الاتحاد الدولي لكرة السلة (الإنجليزية)
- ساندرا فان إمبريكس على موقع الاتحاد الوطني لكرة السلة النسائية (الإنجليزية)
- ساندرا فان إمبريكس على موقع بروبوليرز (الإنجليزية)
- ساندرا فان إمبريكس على موقع سبورتس رفرنس (الإنجليزية)